# João Paulo & Daniel Vol. 7
João Paulo & Daniel Vol. 7 é o sétimo álbum de estúdio da dupla sertaneja brasileira João Paulo & Daniel, lançado em 26 de agosto de 1996 pela Chantecler.  O álbum recebeu o disco de platina duplo da ABPD pelas 500 mil cópias vendidas.  Os maiores sucessos do álbum foram "Estou Apaixonado", "Minha Estrela Perdida", "Com Qual Carícia", e "Não Precisa Perdão".
Duas canções entraram para as trilhas sonoras de novelas, a primeira foi "Estou Apaixonado" em sua versão original, "Estoy Enamorado", lançado pela dupla latina Donato e Estefano em Explode Coração, a segunda foi "Pirilume" em O Rei do Gado, ambas exibidas pela Rede Globo.

## Faixas[7]
Edição original em CD
| N.º | Título                                 | Compositor(es)                                  | Duração |  |
| 1.  | "Estou Apaixonado (Estoy Enamorado)"   | Estéfano / Donato Poveda (versão: Carlos Colla) | 4:41    |  |
| 2.  | "Com Qual Carícia"                     | Peninha                                         | 4:06    |  |
| 3.  | "Pedindo Bis"                          | Tivas / Waldir de Lazzari                       | 3:01    |  |
| 4.  | "Não Precisa Perdão"                   | Rick / João Paulo                               | 3:33    |  |
| 5.  | "Porque Fui Te Amar Assim"             | Rick                                            | 3:45    |  |
| 6.  | "Mil Loucuras de Amor"                 | César Augusto / Piska                           | 3:52    |  |
| 7.  | "Fazenda São Francisco (Maior Proeza)" | Paraíso / Jesus Belmiro                         | 3:06    |  |
| 8.  | "Minha Estrela Perdida"                | César Augusto / Piska                           | 4:09    |  |
| 9.  | "Me Ame sem Medo"                      | Tobias                                          | 4:09    |  |
| 10. | "A Culpa É Sua"                        | Rick / Alexandre                                | 3:49    |  |
| 11. | "Saudade Maluca"                       | Waldir Luz                                      | 3:55    |  |
| 12. | "Chovendo em Meu Olhar"                | Roberto Merli / Alexandre                       | 3:55    |  |
| 13. | "Frente a Frente"                      | Royce do Cavaco                                 | 3:34    |  |
| 14. | "Está Faltando Você"                   | Elias Muniz                                     | 3:58    |  |
| 15. | "Nelore Valente"                       | Sulino / Antônio Carlos                         | 4:08    |  |

Faixa Bônus
| N.º | Título     | Compositor(es)                                                       | Duração |  |
| 16. | "Pirilume" | Roberto A. Barbosa / Luiz Schiavon / Marcelo Barbosa / Nil Bernardes | 4:14    |  |

## Certificações
| Brasil (ABPD)                             | 2× Platina | 1996 | 500.000* |
| *número de vendas baseado na certificação |            |      |          |